# Henrik König (1717–1785)
Henrik König, född 1717 i Stockholm, död 1785, var en svensk handelsman.
Königs far blev 1731  den förste direktören för Svenska ostindiska kompaniet och König var själv superkargör på olika av kompaniets fartyg 1741-49. 1756 åtog han sig att med hjälp av några associerade för kronans räkning på dess vinst och förlust försöka styra valutakursen genom växelrytteri, det så kallade fjärde växelkontoret, men måste efter ett års betydande förluster avsäga sig uppdraget, varefter regeringen lämnade kursen flytande. Den avräkning med växelkontoret som uppgjorts, kritiserades skarpt av mössorna vid 1765/66 års riksdag, och man försökte vältra över skulden för misslyckandet på König, som under mellantiden flyttat till Hamburg och där gjort en uppseendeväckande konkurs. För att hämnas utlämnade König vissa handlingar, som i hög grad komprometterade hans bolagsmän, bland annat Isaac Clason. Som belöning efterskänktes han betydande summor som han dömts att återbetala.